# Барятинский, Юрий Никитич
Князь Юрий Никитич Барятинский (между 1610/1618 — † 1685) — русский воевода, окольничий (1663) и боярин (1671). Успешный военачальник в русско-польской войне 1654—1667 годов, сыгравший ключевую роль в сохранении Киева в составе России. Один из главных усмирителей Разинского восстания.

## Биография
Из княжеского рода Барятинских. Младший сын Никиты Петровича Барятинского.
С 1635 года — стольник. Дневал и ночевал у гроба царевича Василия Михайловича (07 апреля 1639).  На службе в Венёве (1642), Ливнах и Белгороде (1646). Послан на Валуйки, Белгород и Курск приводить жителей и все чины к присяге Алексею Михайловичу (июль 1645). Служил на Засечных чертах. Дневал и ночевал на Государевом дворе (1647). Воевода крепости Олешня (1647-1648). Воевода в Одоеве (май 1649). Ездил за Государём в село Покровское (апрель 1651). В 1653 году был направлен с посольством в Литву.

### Русско-польская война 1654—1667
Участвовал в Русско-польской войне 1654—1667 годов. В битве под Шкловом 1654 года командовал ертоулом против армии литовского гетмана Януша Радзивилла. Привёл Брацлавщину (в том числе часть территории нынешнего Приднестровья севернее реки Ягорлык) к присяге Русскому царству (1654).
Назначен сотенным головой у 8-й сотни жильцов Государева полка (1655). Под Борисовом, во главе двухтысячного передового полка, разбил отряд литовских войск (июнь 1655). Зачислен 2-м воеводой в Новгородский полк к князю Семёну Урусову, Послан Государём на реку Березену для поимки языков (05 октября 1655), в том же году, под началом князя Урусова, сыграл важную роль в разгроме и бегстве армии Речи Посполитой в сражении под Брестом. Князь Юрий Никитич и С. Урусов одержали победу над поляками на Белых Песках, и далее — у деревни Верховичи (23 октября 1655),.
Назначен вторым воеводой в Киев к Василию Шереметеву, где они командовали войсками расположенными в Малороссии (1658). Вызван в Москву для встречи грузинского царя Теймураза (апрель 1658). Активно участвовал в обороне Киева от казаков изменившего России гетмана Выговского и разгромил его брата Константина под Васильковом. В качестве трофея князю достался гетманский буздыган Константина Выговского (ныне хранится в Государственной Оружейной палате Московского кремля). Как гласит надпись на трофее: «167 году сентября в 20 день буздуган князя Юрия Микитича Барятинского взят на бою под Василковом от Киева в полтридцать верст, побив наказного Гетмана войска Запорожского Костентина Выговскова и крымского мурзу Каплана и с татары, а полковников Ивана Сербина и Василья Выговскова и многих живых побрали, а Государевых людей не убито и в полон не взято ни человека». Разбил полковника Яненко под Киевом (1659),  Получил в награду золотой, похвальную грамоту и 300 рублей (октябрь 1659). Неоднократно руководил вылазками и военными экспедициями из Киева в окрестные области (1658-1660). После отъезда Шереметева из Киева, остался там 1-м воеводой (1660). После капитуляции Шереметева в битве под Чудновом, будучи комендантом киевского гарнизона, отказался выполнять поручение Шереметева по сдаче города полякам, ответив исторической фразой:
Я повинуюсь указам царского величества, а не Шереметева; много в Москве Шереметевых!
Действиям Барятинского вторили гарнизоны Переяславля, Чернигова и других городов, в то время как в польской армии вспыхнуло недовольство и начались дезертирства в связи с невыплатой жалованья. Решительные действия Барятинского смягчили последствия битвы под Чудновом и позволили до конца войны сохранить значительную часть Украины под контролем Русского государства.
Не считал, что с переходом Юрия Хмельницкого под польскую присягу Малороссия потеряна для Русского царства.
Указано быть в товарищах у князя Григория Семёновича Куракина и быть с полком в Брянске для бережения от польских отрядов и черкас (1662). В 1663 году был пожалован в ранг окольничего и служил воеводой в Смоленске. Был на службе в Смоленске, Брянске и Севске (1664). Под началом Якова Черкасского, отправленного с войском для противодейстия Московскому походу короля Яна Казимира, возглавлял полк, разбивший поляков и крымских татар при Гнездилово. Участвовал в битве под Дроковом и разгроме войск Сапеги под Брянском, освободив от поляков и литовцев этот город (1664). На службе в Дорогобуже, Шклове и Могилёве (1665). Воевода в Белгороде, ходил под Полтаву с ратными людьми (1666-1668). После окончания войны с Польшей, отразил набег крымских татар на Рязанскую землю (1668).

### Восстание Разина
В 1670—1671 годах был одним из главных усмирителей бунта Степана Разина. В частности, во главе правительственного войска Барятинский нанёс войску Разина тяжёлое поражение в битве под Симбирском 3 октября 1670 года, после чего последний бежал на Дон. После этого, Барятинский, подавляя оставшиеся очаги сопротивления, одержал победы над повстанцами на реках Урень, Сура и Кандаратка (см. Битва на реке Кандарать), а также у села Тургенев. Оценивая результат этого похода, известный историк Н. И. Костомаров в своей книге «Бунт Стеньки Разина» писал: «Барятинский, одержав победу под Симбирском, спас русский престол», за что ему был пожалован титул боярина.

### При дворе
В 1671 году в награду за боевые заслуги, в особенности в подавлении разинцев, Барятинскому был присвоен титул боярина, после чего он находился при дворе. Сопровождал Государя в село Преображенское (1671), к Троице (1674), другие места и не редко в одной карете с Государём. Участвовал в приёме иностранных послов, неоднократно приглашался к столу Государя. Подписался под приговором Земского собора об уничтожении местничества (12 января 1682).
Владел многими поместьями и вотчинами: Пузырёво, Скорода, Докукино, Дятково, Тетерино, Согожа и Рождественское в Ярославском уезде, Клёново Московского уезда, Яблоново Рязанского уезда.

### Семья
Женат на дочери стольника и воеводы Василия Тимофеевича Грязново — Степаниде (в первом браке жена Ивана Ивановича Гавренёва). Имел двух сыновей — Юрия и Фёдора, а также дочь Анну (ум. 1718), которая после смерти первого мужа, князя Прохора Григорьевича Долгорукова, вступила в брак с боярином Тихоном Стрешневым, главой Разрядного приказа.

## Память
Барятинский стал персонажем романа Алексея Чапыгина «Разин Степан» (1927). Он появляется в художественном фильме «Степан Разин» (1939), где его сыграл Александр Чистяков.
28 августа 2024 года Юрий Никитич Барятинский русский воевода, князь за личное мужество и героизм при исполнении воинского долга по защите Отечества и города Симбирска занесён в «Золотую книгу Почёта города Ульяновска» (посмертно).